# Copiii căpitanului Grant (film din 1936)
Copiii căpitanului Grant (titlul original: rusă Дети капитана Гранта, transcriere: Deti kapitana Granta) este un film de aventuri sovietic, realizat în 1936 după romanul omonim a scriitorului Jules Verne în regia lui Vladimir Vainștok și David Gutman, având ca protagoniști pe Nikolai Cerkasov, Ivan Ciuveliov și Iuri Iuriev. Filmul având succes la public, a fost urmat de o nouă ecranizare în 1938 după Robert Louis Stevenson, Comoara din insulă (Остров сокровищ).

## Rezumat
Cei doi copii ai căpitanului de marină Grant pleacă din Scoția în anul 1860 să îl caute pe tatăl lor, care dispăruse într-o călătorie pe mare. 

## Distribuție
- Nikolai Vitovtov – Lord Glenarvan
- Maria Strelkova – Lady Helena Glenarvan
- Nikolai Cerkasov – Jacques Paganel
- Iakov Segel – Robert Grant (fiul căpitanului Grant)
- Olga Bazarova – Mary Grant (fiica căpitanului Grant)
- Mihail Romanov – căpitanul John Mangles
- David Gutman – maiorul Mac Nabbs
- Ivan Ciuveliov – Ayrton
- Iuri Iuriev – căpitanul Tom Grant
- Nikolai Miciurin – hangiul
- Nikolai Adelung – Thalcave
- Iona Bîi-Brodski – consulul

## Coloana sonoră
În film sunt două cântece compuse de Isaak Dunaevski bazate pe textul lui Vasili Lebedev-Kumaci:
- „Cântecul căpitanului”, interpretat de Nikolai Cerkasov;
- „Cântecul lui Robert”, interpretat de K. Krașeninnikovaia și Lialia Sateeva.

## Erată
- În poster numele căpitanului este din greșeală trecut „Grand”, numele corect fiind „Grant”.